# Sune Lindström
Sune Lindström, né le 2 novembre 1906 à Malmö et mort le 31 octobre 1989 à Växjö, est un architecte suédois. Son nom reste associé notamment à une série de châteaux d'eau, édifiés en Suède et à l'étranger.

## Carrière

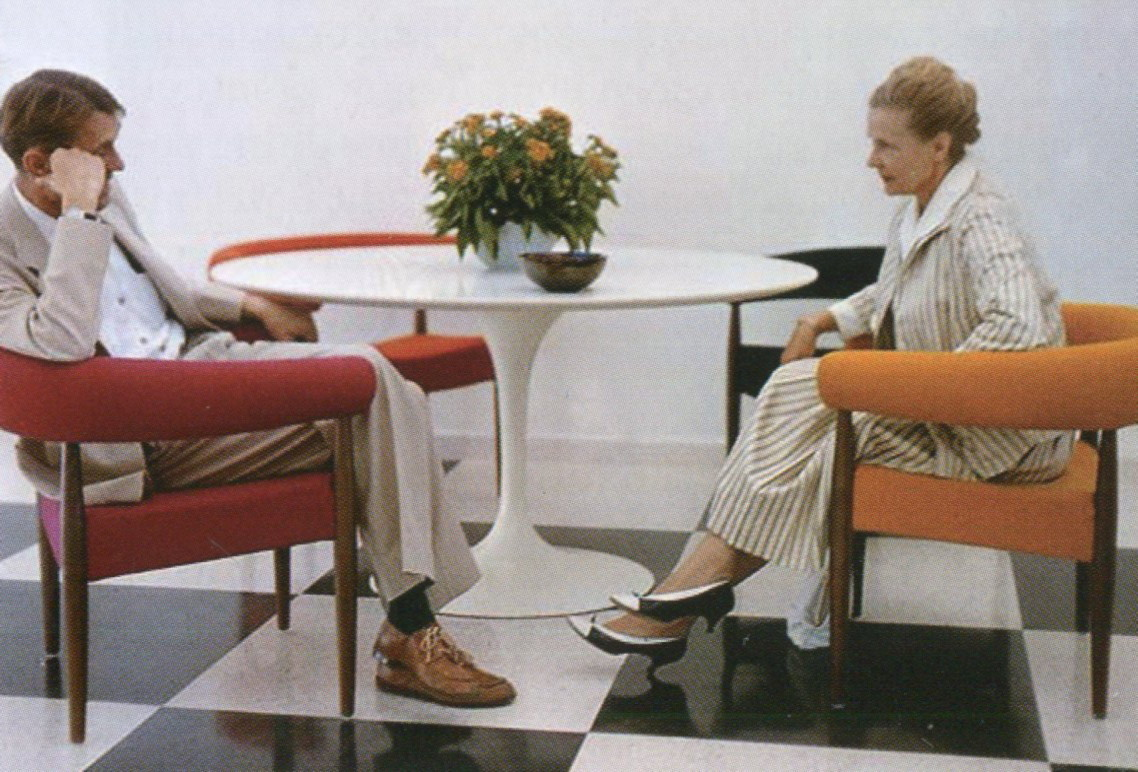
Sune Lindström et Alva Reimer Myrdal à l'ambassade de Suède à New Delhi dans les années 1950.

Diplômé de l'institut royal de technologie (KTH) de Stockholm en 1931, Sune Lindström fait ses débuts au cabinet d'architecte KFAI. Entre 1937 et 1939, il est directeur du bureau d'urbanisme de la coopérative immobilière HSB quand est élaboré un vaste projet d'urbanisme pour l'île de Reimersholme dans le centre de Stockholm.
Lindström est architecte en chef de la firme de conseil VBB lorsqu'est érigé à Örebro un château d'eau baptisé Svampen (« le champignon »), qui crée la sensation de par son allure futuriste et sa conception innovante. VBB réalise ensuite sous son impulsion une série de châteaux d'eau, aussi bien en Suède qu'à l'étranger, avec notamment une trentaine d'édifices construits au Koweït dans les années 1969-1973. C'est ainsi que voient le jour les fameuses Kuwait Towers, conçues en collaboration avec Malene Bjørn, qui sont devenues l'un des symboles du pays. À Stockholm, c'est le gratte-ciel du centre Wenner-Gren (1959) qui se distingue dans le paysage urbain.
De 1959 à 1969, Lindström est professeur à l'école polytechnique Chalmers à Göteborg.

## Vie privée
Sune Lindström est le fils d'un général de l'armée suédoise. Il a quatre enfants d'un premier mariage avec l'architecte Ragna Bahnson-Rosenborg. Il épouse en secondes noces la designer danoise Malene Bjørn.

## Galerie

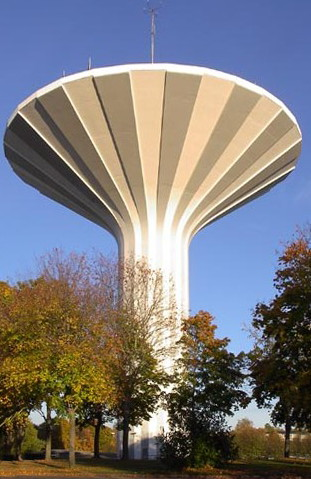
Svampen Örebro Suède
59° 17′ 17″ N, 15° 13′ 31″ E
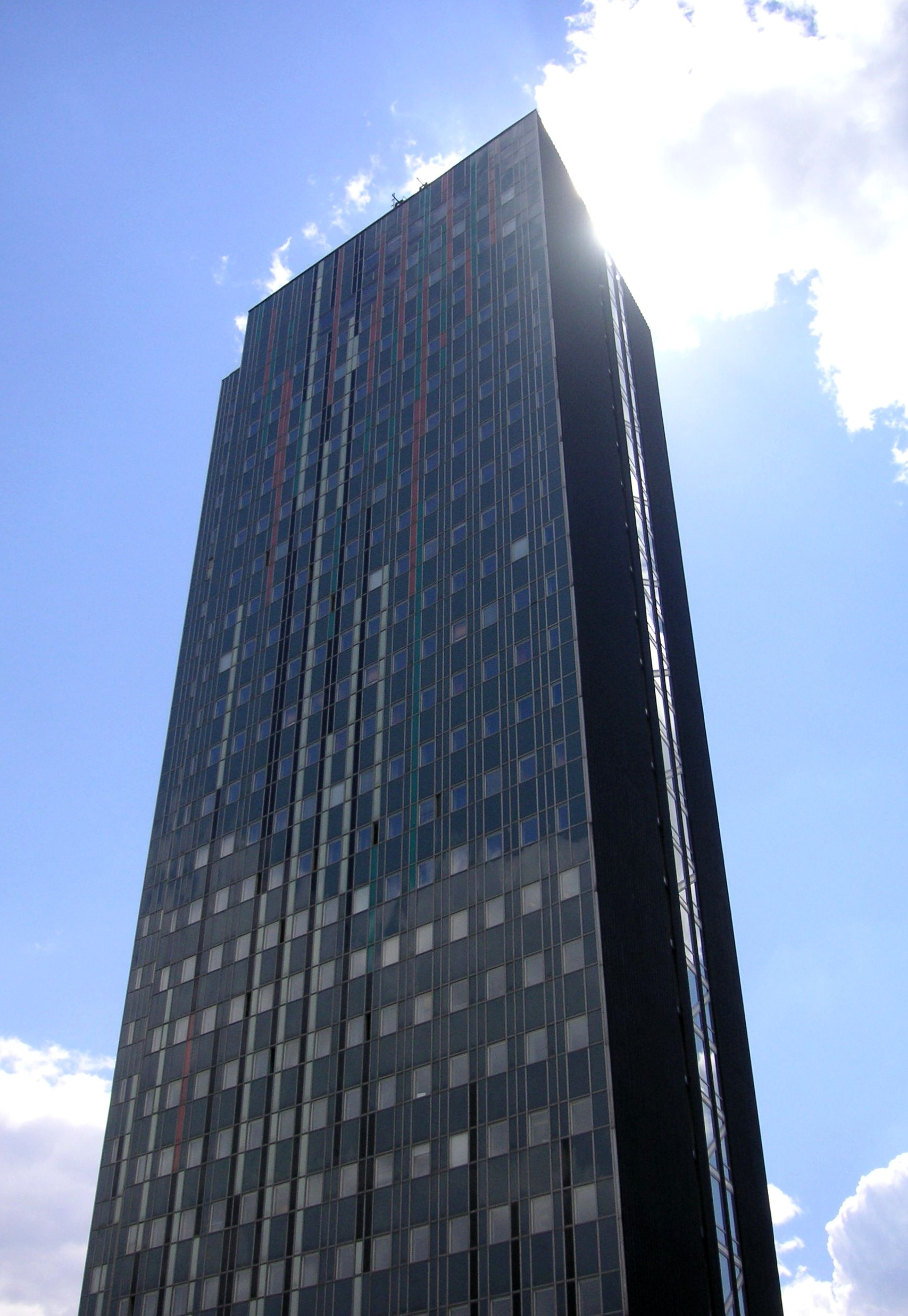
Centre Wenner-Gren Stockholm Suède
59° 21′ 04″ N, 18° 02′ 55″ E